# Nitrostarch
Le nitrostarch ou explosif H est un composé explosif brisant qui brûle sous l'effet d'une flamme, mais explose sous l'effet d'une onde de choc.

## Historique
Le nitrostarch a été découvert en 1883 par H. Barconnot.
Il est le résultat de la nitration de l'amidon par une solution d'acide sulfurique concentré et d'acide nitrique concentré.
Il a souvent été utilisé dans les grenades à mains lors de la Première Guerre mondiale.

## Caractéristiques
Le nitrostarch a une puissance d'onde de choc légèrement inférieur à celle du T.N.T mais plus puissante que celle de TATP.
Il se présente sous forme de poudre blanc cassé à jaunâtre (un peu comme du RDX) mais on peut le plastifier comme le C-4.
Il doit être activé par un explosif primaire.